# Oberonia zeylanica
Oberonia zeylanica är en orkidéart som beskrevs av Joseph Dalton Hooker. Oberonia zeylanica ingår i släktet Oberonia och familjen orkidéer. Inga underarter finns listade i Catalogue of Life.